# オコンクウォ・スーザン・アマカ
オコンウォ・スーザン・アマカ（英語: Okonkwo Susan Amaka, 2002年4月7日 - ）は、ナイジェリアの女子バスケットボール選手である。ポジションはセンター。Wリーグのトヨタ自動車アンテロープス所属。

## 来歴
桜花学園高に留学し、1年よりインターハイ優勝に貢献すると、3年次ウインターカップでは決勝戦で歴代2位記録となる53得点を叩き出し優勝を決めた。
白鷗大進学後もインカレで4年連続リバウンド王と得点王を記録し連覇に貢献。
2024年11月、トヨタ自動車アンテロープスにアーリーエントリー登録される。